# دراسة المليون امرأة
دراسة المليون امرأة هي دراسة لتحليل بيانات صحة المرأة من أكثر من مليون امرأة تبلغ أعمارهن 50 عامًا وأكثر، بقيادة السيدة فاليري بيرال وفريق من الباحثين في وحدة علم أوبئة السرطان بجامعة أكسفورد. وهو مشروع تعاوني بين أبحاث السرطان في المملكة المتحدة وهيئة الخدمات الصحية الوطنية (NHS)، بتمويل إضافي من مجلس البحوث الطبية (المملكة المتحدة).
يتعلق أحد محاور التركيز الرئيسية للدراسة بآثار استخدام العلاج بالهرمونات البديلة على صحة المرأة. أكدت الدراسة النتائج التي توصلت إليها مبادرة الصحة النسائية (WHI) والتي تفيد بأن النساء اللواتي يستخدمن العلاج التعويضي بالهرمونات حاليًا أكثر عرضة للإصابة بسرطان الثدي من أولئك الذين لا يستخدمون العلاج التعويضي بالهرمونات.
لقد أثرت نتائج دراسة المليون امرأة، إلى جانب نتائج تجربة مبادرة صحة المرأة في الولايات المتحدة الأمريكية، على السياسة الوطنية، بما في ذلك التوصيات الأخيرة حول وصف واستخدام العلاج بالهرمونات البديلة من الكلية الملكية لأطباء النساء والتوليد ومن لجنة الأدوية البشرية.

## تصميم الدراسة
دراسة المليون امرأة هي دراسة جماعية متعددة المراكز وقائمة على السكان لنساء بعمر 50 عامًا وأكثر، تمت دعوتهن لإجراء الفحص الروتيني لسرطان الثدي في المملكة المتحدة. بين عامي 1996 و2001، تمت دعوة النساء للانضمام إلى دراسة المليون امرأة عندما تلقوا دعوتهم لحضور فحص الثدي في واحد من 66 مركزًا مشاركًا لفحص الثدي التابع لهيئة الخدمات الصحية الوطنية  (NHS) في المملكة المتحدة. وفي هذه المراكز، تلقت النساء استبيانًا للدراسة مع دعوتهن، طُلب منهن إكماله وإعادته في وقت الفحص. أعاد حوالي 70% ممن حضروا البرنامج الاستبيانات ووافقوا على المشاركة في الدراسة، أي أكثر من امرأة واحدة من كل 4 نساء في المملكة المتحدة في الفئة العمرية المستهدفة. تعد دراسة المليون امرأة أكبر دراسة من نوعها في العالم.

## الأهداف
تم إنشاء دراسة المليون امرأة بهدف توظيف مليون امرأة في المملكة المتحدة في دراسة جماعية، لتقديم إجابات على الأسئلة التالية:
- ما هي التأثيرات التي تحدثها مستحضرات العلاج ببدائل هرمون الاستروجين والبروجستيرون (HRT) على خطر الإصابة بسرطان الثدي؟
- هل تختلف سرطانات الثدي المكتشفة عند الفحص لدى النساء اللاتي استخدمن العلاج التعويضي بالهرمونات أو وسائل منع الحمل عن طريق الفم من حيث الحجم والغزو عن السرطانات المكتشفة لدى النساء اللواتي لم يستخدمن هذه الهرمونات مطلقًا؟
- كيف يؤثر استخدام العلاج التعويضي بالهرمونات على فعالية فحص سرطان الثدي؟
- كيف يؤثر استخدام العلاج التعويضي بالهرمونات على الوفيات الناجمة عن سرطان الثدي وغيرها من الحالات؟

## النتائج
العلاج التعويضي بالهرمونات وسرطان الثدي
يبدو أن التحليل الأولي للنتائج من أكثر من مليون امرأة في دراسة المليون امرأة يؤكد النتائج الأولية من دراسات أخرى في مطلع القرن، حيث وجدت أن النساء اللواتي يستخدمن حاليًا العلاج التعويضي بالهرمونات البروجستين-الاستروجين أكثر عرضة للإصابة بسرطان الثدي من أولئك الذين لا يستخدمون العلاج التعويضي بالهرمونات، حظي هذا التحليل الأولي بتغطية صحفية واسعة النطاق. أظهرت القراءة الأولية للنتائج أن هذا التأثير أكبر بكثير بالنسبة للعلاج التعويضي بالهرمونات المركب (الاستروجين والبروجستيرون) منه في العلاج التعويضي بالهرمونات المحتوي على الاستروجين فقط. وأن الاثار كانت متشابهة بالنسبة لجميع الأنواع والجرعات المحددة من الإستروجين والبروجستيرون، بالنسبة للعلاج التعويضي بالهرمونات عن طريق الفم، عبر الجلد أو الأدمة والمزروع، ولأنماط الاستخدام المستمرة والمتتالية. كان المستخدمون الحاليون للإستروجين والبروجستيرون أكثر عرضة بمقدار ضعفين لخطر الإصابة بسرطان الثدي، ويبدو أن المستخدمين الحاليين للإستروجين فقط من العلاج التعويضي بالهرمونات لديهم خطر مضاعف 1,3. تشير التقديرات إلى أن استخدام العلاج التعويضي بالهرمونات من قبل النساء الذين تتراوح أعمارهم بين 50 و64 عامًا في المملكة المتحدة في العقد من 1993 إلى 2003 قد تسبب في 20000 حالة إضافية من سرطان الثدي. لم يُنظر إلى المستخدمين السابقين على أنهم يواجهون مخاطر متزايدة.
تم نشر إعادة تحليل يدحض الاستنتاج الأولي بأن العلاج التعويضي بالهرمونات يزيد من خطر الإصابة بسرطان الثدي، في ورقة بحثية عام 2012 في مجلة تنظيم الأسرة والرعاية الصحية الإنجابية. ادعى مؤلفو البحث، بقيادة صامويل شابيرو من جامعة كيب تاون، أن الدراسة لم تثبت في الواقع وجود علاقة سببية بين العلاج التعويضي بالهرمونات وسرطان الثدي، وأن التحليل الأصلي كان معيبًا.
العلاج التعويضي بالهرمونات وسرطان الرحم
من المعروف أن النساء بعد انقطاع الطمث اللواتي لم يخضعن لعملية استئصال الرحم معرضات بشكل متزايد لخطر الاصابة بسرطان بطانة الرحم إذا تناولن العلاج التعويضي بالهرمونات الذي يحتوي على هرمون الاستروجين فقط. وقد أكدت متابعة أكثر من 700000 امرأة في دراسة المليون امرأة هذا الأمر وأظهرت أن خطر الإصابة بسرطان بطانة الرحم يزداد أيضًا لدى النساء اللاتي يتناولن تيبولون. ولكن لا يتغير، أو قد ينخفض، عند النساء اللاتي يتناولن العلاج التعويضي بالهرمونات المختلط بهرمون الاستروجين والبروجستيرون. تعتمد هذه التأثيرات أيضًا على مؤشر كتلة جسم المرأة (وهو مقياس للسمنة) بحيث تكون التأثيرات الضارة للتيبولون والعلاج التعويضي بالهرمونات المحتوي على الإستروجين فقط أكبر عند النساء النحيفات، وتكون التأثيرات المفيدة للعلاج التعويضي بالهرمونات المركبة أكبر عند النساء البدينات.
العلاج التعويضي بالهرمونات وسرطان المبيض
تظهر نتائج الدراسة زيادة طفيفة في خطر الإصابة بسرطان المبيض لدى النساء اللواتي يتناولن العلاج التعويضي بالهرمونات. وتم الاشتباه في مثل هذا الخطر المتزايد من بعض الدراسات السابقة، وقد تم تأكيده الآن مع الأعداد الأكبر المتاحة في هذه الدراسة. وجاءت هذه النتائج من تحليلات أجريت على 948.576 امرأة بعد انقطاع الطمث في خلال وقت الدراسة، وتمت متابعتهم لمدة 5 سنوات تقريبًا. كانت النساء اللاتي يتناولن العلاج التعويضي بالهرمونات حاليًا أكثر عرضة للإصابة بسرطان المبيض والوفاة من النساء اللواتي لا يستخدمن العلاج التعويضي بالهرمونات. لم يكن المستخدمون السابقون في خطر متزايد. وزاد الخطر لدى المستخدمين الحاليين بحوالي 1.2 مرة؛ من بين كل 1000 امرأة تستخدم العلاج التعويضي بالهرمونات، أصيبت 2.6 امرأة بسرطان المبيض على مدى 5 سنوات، مقارنة بـ 2.2 في أولئك اللاتي لا يتناولن العلاج التعويضي بالهرمونات. كان الخطر هو نفسه بالنسبة للإستروجين فقط، والإستروجين والبروجستيرون المركب وأنواع أخرى من العلاج التعويضي بالهرمونات (بما في ذلك تيبولون) ولم يختلف حسب نوع معين من الإستروجين أو البروجستيرون، أو بين الإعطاء عن طريق الفم أو عبر الجلد (الرقعة).
هذه النتائج تعادل حالة إضافية واحدة من سرطان المبيض لكل 2500 امرأة تتناول العلاج التعويضي بالهرمونات، وحالة وفاة إضافية بسبب سرطان المبيض لكل 3300 امرأة تتناول العلاج التعويضي بالهرمونات، على مدى 5 سنوات. يقول ناشرو هذه الدراسات أنه يجب النظر إلى النتائج في سياق المخاطر والفوائد الأخرى للعلاج التعويضي بالهرمونات. على وجه الخصوص، تقدير التأثير الإجمالي لاستخدام العلاج التعويضي بالهرمونات على ثلاثة أنواع من السرطان الشائعة لدى النساء: سرطان الثدي وسرطان بطانة الرحم وسرطان المبيض. تمثل هذه السرطانات معًا حوالي 4 من كل 10 حالات سرطان لدى النساء في المملكة المتحدة. وفقا للنتائج، في النساء اللواتي تتراوح أعمارهم بين 50-69 عاما، حوالي 19 من هذه السرطانات سوف تتطور على مدى 5 سنوات في كل 1000 امرأة لا تتناول العلاج التعويضي بالهرمونات. في النساء اللواتي يتناولن العلاج التعويضي بالهرمونات، وتشير التقديرات أن من المتوقع أن يرتفع عدد حالات السرطان إلى حوالي 31. يكون الخطر المتزايد بشكل عام أعلى لدى النساء اللواتي يستخدمن هرمون الاستروجين والبروجستيرون المركب مقارنة بالنساء اللواتي يستخدمن هرمون الاستروجين فقط لأن معظم الزيادة الإجمالية ترجع إلى زيادة سرطان الثدي، ومستخدمي العلاج التعويضي بالهرمونات المركب لديهم مخاطر أعلى للإصابة بسرطان الثدي من مستخدمي هرمون الاستروجين فقط.
الكحول والسرطان
ووجدت الدراسة أيضًا أن استهلاك الكحول المنخفض إلى المعتدل يزيد من خطر الإصابة بمجموعة متنوعة من أنواع السرطان لدى النساء، بما في ذلك سرطان الثدي.

## تأثير الصحة العامة
وقد أثرت نتائج دراسة المليون امرأة، إلى جانب نتائج دراسات أخرى مثل تجربة مبادرة صحة المرأة من الولايات المتحدة الأمريكية، على السياسة الوطنية، بما في ذلك التوصيات الأخيرة بشأن وصف واستخدام العلاج بالهرمونات البديلة من الكلية الملكية لأطباء النساء والتوليد ومن لجنة الأدوية البشرية.
أدى الوعي العام بالدراسة ونتائجها إلى تغييرات سلوكية كبيرة، مما أدى في الغالب إلى انخفاض سريع في وصفات العلاج التعويضي بالهرمونات في جميع أنحاء أوروبا والولايات المتحدة منذ عام 2003. على النقيض من الزيادة في وصفات العلاج التعويضي بالهرمونات بين عامي 1991 و1996، والتي ظلت مستقرة حتى عام 2003. في عام 2001، انخفضت مبيعات العلاج التعويضي بالهرمونات بنسبة 50% بين عامي 2002 و2005 بعد نشر دراسة المليون امرأة ودراسة مبادرة صحة المرأة.
أظهر عدد من الدراسات الحديثة أن دراسة المليون امرأة لا تزال تؤثر على صحة المرأة وأنماط سلوكها في أوروبا. أظهرت الأبحاث التي فحصت اتجاهات الإصابة بسرطان الثدي في السويد بين عامي 1997 و2007، أن انتشار تعاطي العلاج التعويضي بالهرمونات لدى النساء اللاتي تتراوح أعمارهم بين 50 و59 عامًا انخفض من ذروة بلغت 36% في عام 1999 إلى 9% في عام 2007، كما تم الإبلاغ عن انخفاض مواز في الإصابة بسرطان الثدي بين عامي 2003 و2007. كما أظهر تقرير حديث يقيم حالات الإصابة بسرطان الثدي في بلجيكا بين عامي 2007 و 2008 أيضًا انخفاضًا كبيرًا في حالات الإصابة بسرطان الثدي يعزى إلى انخفاض استخدام العلاج التعويضي بالهرمونات في بلجيكا خلال عام 2008 وقبله.

## روابط خارجية
- http://www.millionwomenstudy.org/publications
- http://www.millionwomenstudy.org/publications_other
- Million Women Study - Collaborators[وصلة مكسورة]